# 愛知県道372号大塚国府線
愛知県道372号大塚国府線（あいちけんどう372ごう おおつかこうせん）は、愛知県蒲郡市大塚町から豊川市国府町に至る一般県道である。

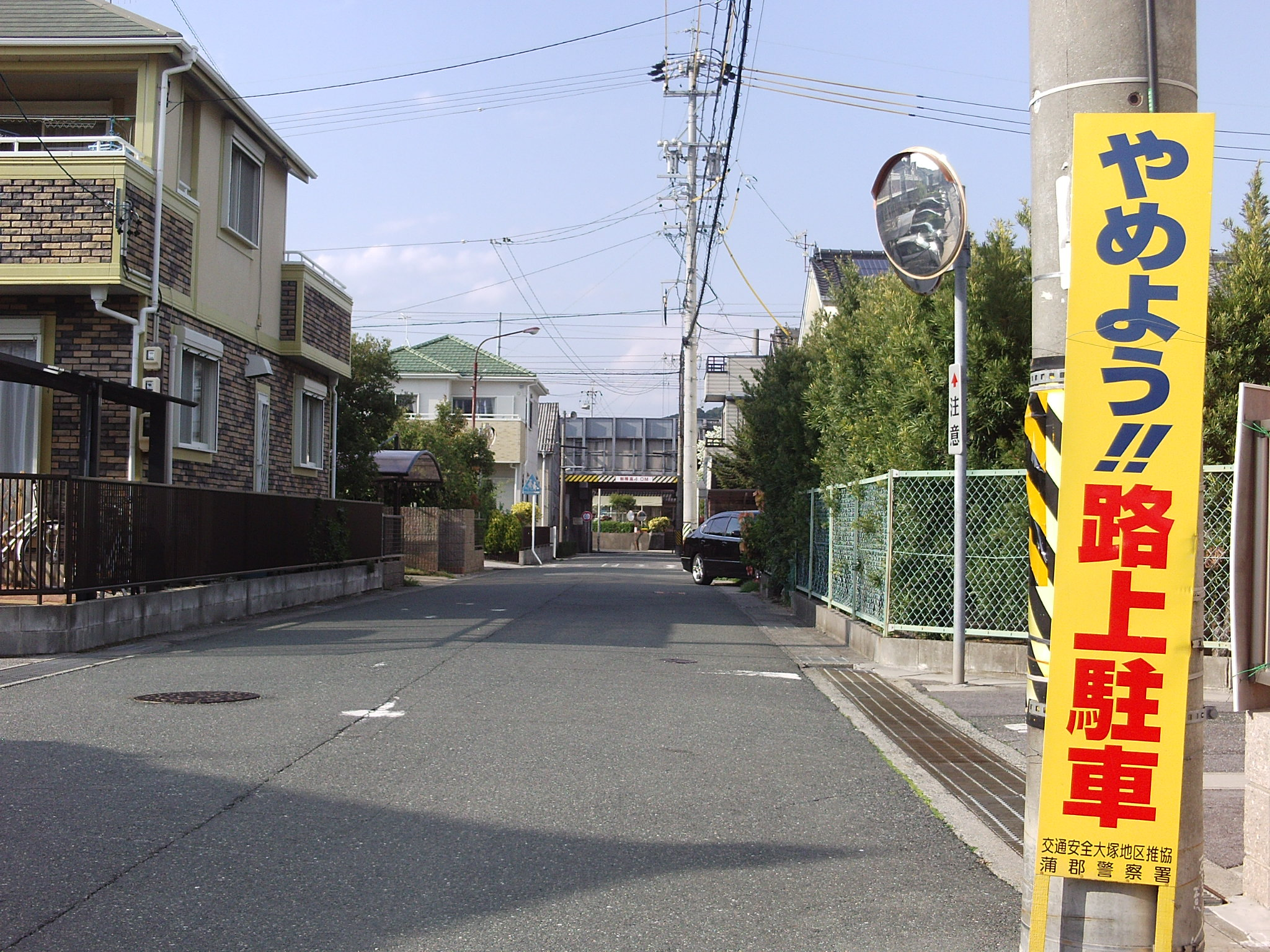
起点の大塚。このような住宅地の生活道路や路地裏の細街路を紆余曲折し、経路自体がわかりにくい県道である。

## 概要
クネクネ曲がりくねりながら田畑や民家の中を通り抜けていく道路である。特に起点から御津神社までの経路は、御津山の北西を越える新道を除き分かりにくい。沿線には寺が多数点在している。
上記の新道を延長して御津あおば高校東方 - 西部中学校西方の山を越えほぼ一直線に国府駅前へと通じる計画があり（都市計画道路国府赤根線）、豊川市内の一部が開通して県道認定されているが、全面完成には至っていない。同区間には新宮山の北西を越える市道があるが、大型車通行不可の山道である。

### 路線データ
- 起点：愛知県蒲郡市大塚町丸山
- 終点：愛知県豊川市国府町
- 延長：約4.2km
  - 別ルート：御津町広石後畠 - 広石石堂野 約0.4㎞

## 沿革
- 1959年12月15日 認定

## 通過する自治体
- 愛知県
  - 蒲郡市
  - 豊川市

## 接続する道路
- 国道23号（大塚町丸山）
- 旧蒲郡街道（大塚町丸山）

この間一部幅員狭小
- 愛知県道373号金野豊川線（御津町広石後畠：御津あおば高校入口、別ルート）
- 愛知県道373号金野豊川線（広石交差点）
- 愛知県道375号前芝国府停車場線（国府町下河原地内）

## 沿線・周辺
- 蒲郡市立大塚中学校
- 遊泉寺
- 法住寺
- 寿宝会ケアハウス一晃
- 斎場会館永遠の森
- 御津神社
- 御津山（大恩寺山）
- 大恩寺
- 御津川（船津橋）
- 豊川市立御津北部小学校
- 新宮山
- 国府市民館
- 豊川市立国府小学校

## 別名
- 平坂街道（豊川市、蒲郡市、幸田町、西尾市）